# Avenue Vavin
Avenue Vavin är en återvändsgata i Quartier Notre-Dame-des-Champs i Paris sjätte arrondissement. Gatan är uppkallad efter den franske politikern Alexis Vavin (1792–1863). Avenue Vavin börjar vid Rue d'Assas 84.

## Omgivningar
- Notre-Dame-des-Champs
- Chapelle Saint-Vincent-de-Paul
- Chapelle Notre-Dame-des-Anges
- Jardin du Luxembourg
- Rue Littré
- Villa de l'Astrolabe
- Rue d'Alençon

## Bilder
| - Gatuskylt. - Notre-Dame-des-Champs. - Jardin du Luxembourg. |

## Kommunikationer
- Tunnelbana – linje  – Notre-Dame-des-Champs
- Busshållplats Guynemer – Vavin – Paris bussnät

### Webbkällor
- ”Avenue Vavin”. Mairie de Paris. https://web.archive.org/web/20160303220111/http://www.v2asp.paris.fr/commun/v2asp/v2/nomenclature_voies/Voieactu/9678.nom.htm. Läst 29 oktober 2023.
- ”Avenue Vavin (6ème arrondissement)”. Les rues de Paris. https://web.archive.org/web/20190731042741/http://www.parisrues.com/rues06/paris-06-avenue-vavin.html. Läst 29 oktober 2023.